# Бджолоїдка синьовола
Бджолоїдка синьовола (Merops variegatus) — вид сиворакшоподібних птахів родини бджолоїдкових (Meropidae).

## Поширення
Вид населяє степи Африки південніше Сахари (Ангола, Бурунді, Камерун, Центрально-Африканська Республіка, Конго, Демократична республіка Конго, Екваторіальна Гвінея, Еритрея, Ефіопія, Габон, Кенія, Нігерія, Руанда, Судан, Танзанія, Уганда та Замбія).